# 浦森林鉄道
浦森林鉄道（うらしんりんてつどう）は、かつて長野県伊那市長谷地域（旧・上伊那郡伊那里村→長谷村）で運行されていた、林野庁長野営林局伊那営林署（現・中部森林管理局南信森林管理署）の森林鉄道。

## 路線データ
現在の伊那市長谷杉島の岩入から南へ、三峰川に沿って上流へと路線が伸ばされた。軌間762mm （2フィート6インチ）。以下特記なき場合、『近代化遺産 国有林森林鉄道全データ 中部編』による。

### 幹線
- 種別：森林鉄道1級
- 総延長：20,674 m
- 営林局・営林署名：長野営林局・伊那営林署
- 経営区名：浦
- 系統名：三峰川
- 位置：長野県上伊那郡伊那里村→長谷村（→伊那市）
- 利用区域面積：不明
- 勾配：平均 22 ‰、最急 45 ‰
- 最小半径：20 m
- 幅員：2.2 m

### 支線（荒川支線）
- 種別：森林鉄道2級
- 総延長：2,880 m
- 営林局・営林署名：長野営林局・伊那営林署
- 経営区名：浦
- 系統名：三峰川
- 位置：長野県上伊那郡伊那里村→長谷村（→伊那市）
- 利用区域面積：764 ha
- 勾配：平均 20 ‰、最急 50 ‰
- 最小半径：8 m
- 幅員：2.2 m

## 経由地一覧
- 杉島 - 戸草 - 平瀬 - 保久曽 - 小瀬戸 - 東風巻 - 大曲 - 荒川 -（荒川支線）- 北荒川[1]

## 車両
- 機関車：3台[3]

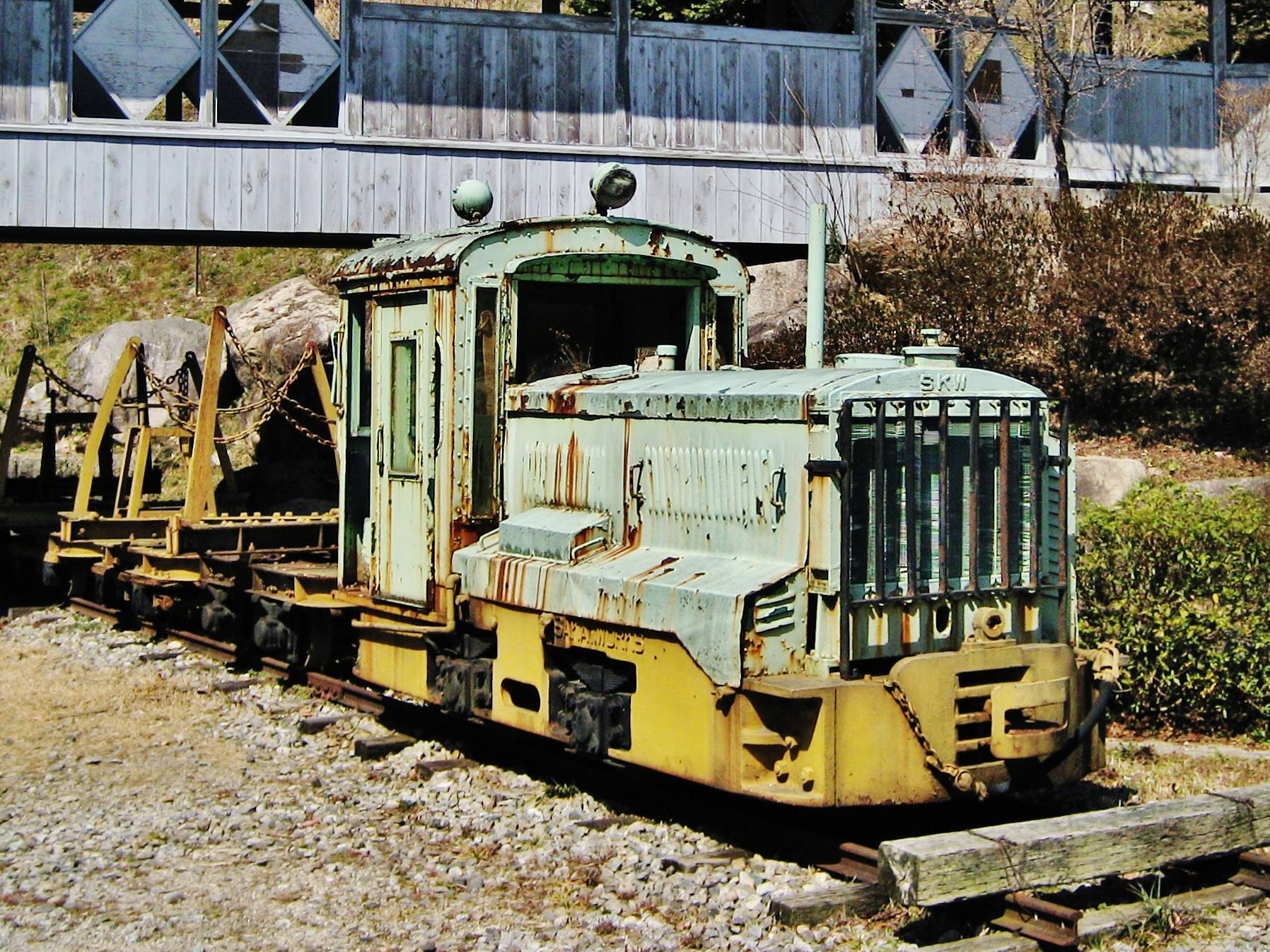
かつて活躍していたディーゼル機関車（長野県南木曽町、山の歴史館）

  - 杉島に1台、小瀬戸に2台配備。なお、大曲に1台、荒川に2台配備した時期もあった[3]。
  - 廃止後は木曽森林鉄道に移管され、うち1台が長野県木曽郡南木曽町にある山の歴史館に展示保存されている[4]。
- 木材運搬車：約120台[3]
  - 当初は木製台車。のちにエアブレーキを有する鉄製台車に置き換えられた[3]。
- 母台車（連結した台車に丸太を並べ、木炭や薪などの荷物運搬用としたもの）[3]
- 客車（木製有蓋車で、木材運搬用台車を改造したもの）[3]
- モーターカー（路線巡視・保線用）[3]

## 歴史
当地の森林は「赤石山脈御林」と呼ばれ、安土桃山時代の天正18年（1590年）に飯田を治めていた毛利氏により御囲林が設けられたのが始まりである。伐木の搬出手段としては江戸時代から明治にかけて筏流しが用いられ、大正からは川堰となり、昭和になって森林鉄道による陸運へと変遷した。
1939年（昭和14年）、小瀬戸に「浦伐木所」が開設され、浦国有林の伐採搬出が本格的に開始された。木馬道および森林鉄道の敷設が進められ、1941年（昭和16年）に杉島から小瀬戸までの10.5キロメートルが開通し、森林鉄道による木材輸送が始まった。1945年（昭和20年）度には荒川まで延伸（ここまで森林鉄道1級）、1951年（昭和26年） - 1952年（昭和27年）度には「荒川支線」（森林鉄道2級）として、その先の北荒川まで延伸された（1・2級の区分は1954年4月1日付けで実施）。
起点となった杉島より奥は交通が著しく不便で、生活に必要な物資は馬の背に載せて運搬していた。このため森林鉄道が開通すると地元住民は「さすが御料林」と感激したという。1945年、人走定期便が運行を開始。1952年（昭和27年）に乗客として乗車した人物が残した手記によると、当時一般の乗車は巫女淵まで可能で、塩見岳への登山客や釣り客などに利用されていた。ただし、事故が発生しても責任は取れない旨の注意書きがあったという。
1946年（昭和21年）、杉島に製材所が開設。延べ92坪の敷地に建築面積74坪の工場と同24坪の倉庫があった。建材などを生産するとともに、残材を薪などに加工して販売していた。1947年（昭和22年）頃の木材生産量は年間2 - 3万石に達しており、製材所の生産量もピーク時には年間5,000石に上った。1957年（昭和32年）にチェーンソーを全面的に導入し、1958年（昭和33年）には車両にエアブレーキが導入され、生産性と安全性が向上した。
しかし、1959年（昭和34年）8月に襲来した台風7号により、杉島の貯木場や製材所が流失。施設は閉鎖され、水田へと変わった。また大曲橋の流失など路線への被害も甚大で、同年荒川支線が廃止された。1961年（昭和36年）6月の梅雨前線豪雨、通称「三六災害」では再び被害を受け、鉄道から自動車への切り替えが加速。1964年（昭和39年）に全線が廃止された。

## 事故
森林鉄道の運行中、カーブなどで車両から振り下ろされたり、車両とともに転覆するなどして、乗員・乗客が死傷した例は数多い。また、地元の子供たちが誤って停車中の車両のブレーキを緩め、暴走した車両にひかれるという事故もあった。

## 沿線
- 瀬戸峡
- 小瀬戸ノ湯 - 温泉
- 巫女淵
- 大曲橋 - 森林鉄道時代はトラス橋であったが、1972年（昭和47年）度に車道として永久橋が架けられた[14]。
- 荒川のカーブ索道 - 伐木運搬のため北荒川・南荒川合流点付近に設置。索道（ロープウェイ）でありながらレールを用いた90度カーブを実現し、林野庁長官からの表彰を受けた[15]。